# История дизайна
История дизайна — наука о становлении и развитии технико-эстетической деятельности, характерной для индустриального и постиндустриального общества.

## Теории возникновения и развития дизайна
Многообразие определений предмета и метода дизайн-проектирования, его разновидностей, направлений и региональных школ естественным образом порождает самые разные концепции его происхождения и исторического развития. Среди них основными являются следующие:
- Дизайн зарождается в процессе изготовления орудий труда первобытного человека, впервые столкнувшегося с необходимостью соединения функции, конструкции, формы и техники обработки материала;
- Дизайн отражает взаимодействие изобразительного искусства и традиционных художественных ремёсел. Теория Джона Рёскина и Уильяма Морриса, основателя «Движения искусств и ремёсел»;
- История дизайна берёт своё начало только в середине XIX века, формируется в XX столетии, что связано с интенсивным развитием индустриального производства, создавшим объективные потребности в возникновении новой профессии;
- Дизайн как «промышленное искусство» (инжиниринг); представители новой профессии занимают ведущие должности в ряде отраслей промышленного производства (стафф-дизайнеры) и получают возможности формировать фирменный стиль продукции предприятий и влиять на их коммерческую политику;
- Дизайн — не искусство, а эстетический фактор является лишь одним из многих, на которые должен ориентироваться дизайнер. Концепция Томаса Мальдонадо, создателя антикоммерческой концепции дизайна и руководителя Ульмской школы дизайна. Согласно этой концепции, искусство и коммерция несовместимы, а предмет потребления никогда не станет художественным произведением;
- Дизайн не является ни художественным творчеством, ни инженерным конструированием, а представляет собой особую профессиональную деятельность, связанную с формированием нового типа творческой личности, способной к перспективному концептуальному мышлению (нон-дизайн, концептуальный дизайн, системный дизайн).

Согласно В. Ф. Рунге, возникновение дизайна как особого рода проектной деятельности обусловлено следующими факторами:
- массовое машинное промышленное производство;
- урбанизация (сосредоточение населения и экономической жизни в крупных городах);
- развитие науки, техники, использование их достижений в повседневной жизни (электроэнергия, телефон, телеграф, фотография, звукозапись, кинематограф, новые средства транспорта);
- резкое увеличение номенклатуры промышленных изделий и усиление конкуренции между производителями;
- традиции и опыт художественно-прикладных ремесел;
- архитектурное проектирование («старое» явление);
- инженерное проектирование («новое» явление);
- процессы в искусстве: переход от классического искусства к импрессионизму и к постимпрессионизму как многоплановому явлению;
- кризис различных аналитических направлений, процессов в изобразительном искусстве"[3].

## Протодизайн
По концепции художественного критика, историка декоративно-прикладного и изобразительного искусства Нового времени Н. В. Воронова, понятие дизайна можно относить к глубокой древности, когда первобытный человек впервые столкнулся с необходимостью целесообразного использования орудий труда, материала и техники его обработки. Поэтому триада классического дизайна «функция—форма—качество» зарождалась именно в то время. Для обоснования своей теории Н. В. Воронов выдвинул обобщающее понятие «искусство предметного мира».
Однако в эпоху средневековья и итальянского Возрождения под словом «дизеньо» понимали, согласно классической традиции, рисование в общем смысле как «сочинение, придумывание» (итал.  disegno  — рисунок), а не только конструирование. Слово «дизеньо» многократно встречается в оригинальном тексте «Жизнеописаний выдающихся живописцев, ваятелей и зодчих» Джорджо Вазари (1550). Для Вазари и других художников итальянского Возрождения это ключевое понятие, близкое слову «кончетто» (итал. concetto, от лат. conceptio — представление, сочинение, замысел), а также классическому определению композиции, данному Л. Б. Альберти в трактате «Три книги о живописи» (1435—1436): «Композиция — это сочинение, выдумывание, изобретение» как «акт свободной художнической воли».
В трактате «Идея живописцев, скульпторов и архитекторов» (1607) художник итальянского маньеризма Ф. Цуккаро обосновывал понятие «внутреннего рисунка» (disegno interni), возникающего в воображении художника таинственным образом, из состояния души. Для обоснования своего тезиса Цуккаро даже придумал фантастическую этимологию: (итал.  Disegno — segno di Dio in noi  — Рисунок — знак Бога в нас). В Оксфордском словаре английского языка 1588 года зафиксировано похожее определение: «Задуманный человеком план или схема чего-то, что будет реализовано, первый набросок будущего произведения искусства». Поэтому большинство исследователей, не разделяя широкой концепции происхождения дизайна, используют в отношении доклассической и классической древности деликатное определение: протодизайн". По этой теории существенные изменения производства начались только в XVII столетии, в связи с промышленной революцией в Голландии и Англии, и стали ощутимыми на европейских мануфактурах к середине XVIII века. Однако на первых порах методика технологического процесса оставалась всё той же, образно говоря, машины «воспроизводили движения рук ремесленника» и только позднее предметом специального проектирования становилась сама структура технологического процесса.
Английское слово «дизайн» в значении «инженерное конструирование» вошло в обиход в XIX веке в связи с интенсивным ростом промышленности и индустрии строительных материалов в архитектуре. В 1805 году появилась статья французского писателя Т.-Б. Эмерик-Давида «О влиянии живописи на художественную промышленность». В 1825 году в Нью-Йорке была создана Национальная академия дизайна, но вначале её назвали «Нью-Йоркская ассоциация рисования» (New York Drawing Association), в следующем году переименовали в «Национальную академию искусств рисунка» (The National Academy of The Arts of Design), позднее в «Национальную академию изящных искусств», и снова в «Академию дизайна». Эти факты говорят о полисемантизме и неопределённости самого термина в то время.
В 1849 году в Лондоне художник и теоретик, инициатор проведения первой Всемирной выставки 1851 года и первый директор Южно-Кенсингтонского музея сэр Генри Коул начал издавать «Журнал проектирования и производств» (Journal of Design and Manufactures). В одном из первых номеров журнала отмечалось: «Дизайн имеет двойственную природу. На первом месте — строгое соответствие назначению создаваемой вещи. На втором — украшение или орнаментирование этой полезной структуры. Слово „дизайн“ для многих связывается чаще всего со вторым, с независимым орнаментом, противопоставленным полезной функции, нежели с единством обеих сторон». Компромиссная точка зрения на дизайн как проектирование и как декорирование господствовала ещё долгое время..

## Основные этапы исторического развития дизайна
В 1850-х годах началась активная публицистическая и научная деятельность архитектора Готфрида Земпера по созданию эстетической теории, объединяющей закономерности формообразования в архитектуре и традиционном изобразительном искусстве. В 1862 году немецкий учёный и инженер Ф. Рёло опубликовал книгу «О стиле в машиностроении». В конце XIX века на русском языке издана его же книга-справочник «Конструктор» (1878), в котором автор писал о необходимости поиска стиля при создании машин. В частности, он считал полезным стилизовать металлические опоры машин под колонны различных архитектурных ордеров.
В 1863 году во Франции был создан Союз прикладных искусств и промышленности. В 1864—1866 годах в Париже издана пятитомная «История искусств и производств в эпоху Средневековья и Возрождения» (Histoire des arts, industriels au moyen âge et à l'époque de la Renaissance; другой перевод: «История промышленных искусств») Ш. Ж. Лабарта. В 1895 году А. Ван де Велде, один из создателей стиля ар-нуво, писал, что промышленности в недалеком будущем, возможно, удастся соединить стремящиеся ныне к разобщению искусство и технику и вскоре, вероятно, «заговорят не только об архитектуре и живописи, но и об искусстве промышленности и конструирования». Английский ботаник, а затем и художник, Кристофер Дрессер после участия во Всемирной выставке в Лондоне в 1862 году опубликовал несколько книг по теории дизайна и орнамента, в том числе «Искусство проектирования украшений» (Art of Decorative Design, 1862), «Развитие декоративного искусства на Международной выставке» (The Development of Ornamental Art in the International Exhibition, 1862) и статью «Принципы дизайна» (Principles of Design, 1873).
В 1860-х годах в Англии зародилось движение  «Искусства и ремёсла»  («Arts and Crafts»). Оно было создано художником, теоретиком и политическим деятелем Уильямом Моррисом с целью противодействия индустриализации XIX века. Утончённые эстеты и деятели Эстетического движения, зародившегося в викторианскую эпоху в Англии, были убеждены, что массовое производство неизбежно приводит к ухудшению внешнего вида и качества товаров. Ядро движения составляли художники, архитекторы, писатели, ремесленники, разделявшие идеи Джона Рёскина, идеолога прерафаэлитизма, об эстетическом и художественном превосходстве изделий ручного ремесла над продуктами промышленного производства индустриальной эпохи.
Джон Рёскин в «Лекциях об искусстве» (1870) использовал слово «дизайн» в самом широком смысле. Основав в 1869 году «Гильдию Св. Георгия», Рёскин обозначил труд средневековых мастеров словом «дизайн», подразумевая постижение с помощью ручной, ремесленной работы «естественной, природной красоты». Мастеров же, связанных с машинным производством, Раскин и Земпер заклеймили презрительным словечком «трикстер» (англ. trickster — обманщик, мошенник), поскольку такие мастера маскировали истинную суть вещей стилизацией и поверхностным декорированием. И так действительно было на первых порах развития «рисования для промышленности».
Книга Уильяма Морриса и его лекция 1881 года назывались «Some Hints on Pattern-Designing» (Некоторые советы по рисованию орнаментов, 1899). Многие исследователи его творчества называют Морриса дизайнером, хотя, в сущности, он таковым не являлся. Американские писатели Рудольф Розенталь и Хелен Ратцка, авторы книги «История прикладного искусства нового времени» (The Story of Modern Applied Art; 1948), посвященной искусству рубежа XIX—XX веков, использовали слово «дизайн» в значении «сочинение, рисование, проектирование» как в отношении традиционного ремесла, так и новаторского проектирования предметов машинного производства.
В 1896 году к предприятию «Искусства и ремёсла» присоединился Герман Мутезиус, немецкий архитектор рационалистического течения, переехавший в Англию, в дальнейшем — один из главных теоретиков и практиков европейского функционализма.
В 1863 году во Франции был создан Союз прикладных искусств и промышленности. В 1864—1866 годах в Париже издана пятитомная «История искусств и производств в эпоху Средневековья и Возрождения» (Histoire des arts, industriels au moyen âge et à l'époque de la Renaissance; другой перевод: «История промышленных искусств») Ш. Ж. Лабарта. В 1895 году А. Ван де Велде, один из создателей стиля ар-нуво, писал, что промышленности в недалеком будущем, возможно, удастся соединить стремящиеся ныне к разобщению искусство и технику и вскоре, вероятно, «заговорят не только об архитектуре и живописи, но и об искусстве промышленности и конструирования». Английский ботаник, а затем и художник, Кристофер Дрессер после участия во Всемирной выставке в Лондоне в 1862 году опубликовал несколько книг по теории дизайна и орнамента, в том числе «Искусство проектирования украшений» (Art of Decorative Design, 1862), «Развитие декоративного искусства на Международной выставке» (The Development of Ornamental Art in the International Exhibition, 1862) и статью «Принципы дизайна» (Principles of Design, 1873).
Отдельные элементы дизайна зарождались в искусстве периода модерна, прежде всего в творчестве английских художников декоративно-прикладного искусства: Уолтера Крейна, автора книг «Задачи декоративного искусства» (1892), «Принципы рисунка» (1898), «Линия и форма» (1900), лидера объединения «Гильдия века», Артура Макмердо, Селвина Имиджа и многих других, участников движения «Искусства и ремёсла» и основанной в 1884 году в Англии «Ассоциации искусств и промышленности».
Во Франции Анри ван де Велде и Эктор Гимар, работая в границах эстетики стиля ар нуво, также закладывали основы будущего европейского дизайна. Важное значение имела деятельность Чарльза Макинтоша и сотрудников его мастерской и школы в Глазго.
С 1915 года в Англии действовала «Ассоциация дизайна и промышленности». В 1934 году в Музее Метрополитен (Нью-Йорк) состоялась выставка «Современное промышленное искусство» (Contemporary Industrial Art). В том же году в Музее современного искусства в Нью-Йорке прошла выставка «Машинное искусство» (Machine Art). В 1934 году Г. Рид опубликовал книгу «Искусство и промышленность», Л. Мамфорд — работу «Техника и цивилизация», Дж. Глоаг — «Объяснение промышленного искусства» (The Industrial. Art Explained). В 1936 году вышел капитальный труд Н. Певзнера «Пионеры современного дизайна. От Уильяма Морриса до Вальтера Гропиуса». Затем последовали иные работы Л. Мамфорда, Н. Певзнера, статьи и книги Дж. Глоага, В. Гропиуса, Ле Корбюзье и многих других.
В 1938 году знаменитый промышленный дизайнер Генри Дрейфус основал Американский институт дизайна, а в 1944 году вместе с У. Д. Тигом и Р. Лоуи — Общество промышленных дизайнеров Америки. В 1944 году был создан «Британский Совет по технической эстетике». Можно сказать, что весь XX век прошел под знаком дизайна. Однако в англоязычных странах длительное время слово «дизайн» продолжали применять в отношении традиционных художественных ремёсел и декоративно-прикладного искусства.

## Промышленный дизайн
Инженерное конструирование развивалось в XIX веке в области создания новых машин, механизмов, строительных конструкций и породило новые типы объектов, разрушавших привычные представления о ремесленных или архитектурных формах. Они поражали воображение людей инженерным искусством как таковым, например произведения французского инженера Гюстава Эйфеля: «Галерея машин» (1867), «Дворец машин» (1880), Эйфелева башня (1889).
Немецкий архитектор Карл Фридрих Шинкель сделал важный шаг в направлении перехода от стилизации отдельных форм к сочинению визуальных пространственных концепций. Поэтому его и считают первым дизайнером в архитектуре. В середине XIX века во Франции и Англии стали появляться хозяйственные и фабричные постройки каркасной конструкции. Происходило постепенное размежевание профессии художника-архитектора и инженера-конструктора. Причём главное место стал занимать инженер, поскольку академических архитекторов в период стилизаций и эклектики второй половины XIX века считали ретроградами, что приводило к разного рода конфликтам между заказчиками и исполнителями. Так, например, в России большее доверие, чем академические архитекторы, вызывали строители, выпускники Института гражданских инженеров.
Характерным примером дизайнерского подхода по формуле «функция—форма—качество» являются венские стулья и кресла из гнутой древесины фирмы  «Братья Тонет» . В 1841 году немецкий мебельный мастер Михаэль Тонет запатентовал образец мебели из гнутой многослойной фанеры. В 1849 году Тонет основал в Вене собственную мебельную мастерскую, а в следующем году изготовил опытную партию стульев из гнутых под горячим паром буковых стволов. Стулья предназначались для популярного кафе «Даум» в Вене, отсюда последующее название: венские стулья.
Принято считать, что впервые термин «дизайн» в новом значении применил в 1919 году к изделиям промышленного производства американский проектировщик Джозеф Клод Синель. Он прибавил уточняющее определение «промышленный» (industrial), хотя сам в последующих интервью отрицал авторство словосочетания «industrial design». Термин утвердился в США, а затем получил широкое распространение во всём мире. В 1959 году на первом конгрессе ИКСИД (ICSID; Международного совета по промышленному дизайну) в Стокгольме термин «industrial design» был признан лучшим для обозначения новой сферы профессиональной деятельности, его метода и результата (дизайн-продукта).
Основателями европейского промышленного дизайна были архитекторы-функционалисты. Так «отцом промышленного дизайна» и первым стафф-дизайнером (корпоративным дизайнером) считают немецкого архитектора Петера Беренса. В 1907 году Беренс принял предложение стать советником электротехнического концерна «AEG» и впервые в истории провёл его полный «ребрендинг» (разработал рыночную стратегию), спроектировав в едином стиле не только заводские и офисные здания, но и фирменную графику (марку, шрифты, рекламные проспекты), офисную мебель, рекламные щиты, основные модели технической продукции и упаковки. Беренс стал одним из учредителей Немецкого Веркбунда — объединения художников и архитекторов, ставящих своей целью реорганизацию строительства и художественных ремёсел на современной промышленной основе.
Основатель германской школы дизайна  Баухаус  немецкий архитектор и теоретик функционализма Вальтер Гропиус не использовал определение «промышленный дизайн», поскольку считал необходимым стремиться к идеальному «единению всех искусств на основе архитектуры», что лучше всего отражают другие, более общие термины: «строительство» (Bau) и «формообразование» (Gestaltung).
Развитию промышленного дизайна способствовала деятельность архитекторов венской школы, учеников и последователей Отто Вагнера, а также сотрудников Немецкого Веркбунда и Венских мастерских. Важное значение имела деятельность голландской группы Де Стейл, одноимённый журнал и «Манифест элементаризма» (1926), в котором Тео ван Дусбург призывал к абстрактному искусству «универсального языка».
Одним из этапов формирования промышленного дизайна в 1920—1930-х годах стало оформление художниками стилей ар нуво и ар-деко интерьеров трансатлантических лайнеров «Иль де Франс», «Атлантик», «Нормандия», «Куин Мэри», а также интерьеров знаменитого Восточного экспресса (1929). В США железнодорожные локомотивы, их внешний вид, внутреннее оформление вагонов, проектировали инженеры фирмы «Дженерал моторс», в частности Ричард Дилворт, и знаменитый американский дизайнер Раймонд Лоуи, который в 1930—1940-х годах создал выдающийся дизайн американских тепловозов Baldwin Locomotive Works обтекаемой формы: c «акульей мордой» (англ. Sharknose). Ближайшим конкурентом Лоуи был американский дизайнер Генри Дрейфус.
В 1957 году в Лондоне был создан Международный Совет обществ индустриального дизайна: ИКСИД (International Council of Societies of Industrial Design: ICSID). Термин «промышленный дизайн» (industrial design) был утверждён в 1959 году на первом конгрессе ИКСИД в Стокгольме. Он был признан наилучшим для обозначения новой сферы профессиональной деятельности, его метода и результата (дизайн-продукта).
Важную роль играли информационные центры и учебные организации, такие, как наследовавшая роль Баухауса  Высшая школа формообразования в Ульме  (Hochschule für Gestaltung Ulm), основанная в 1953 году в Южной Германии (Баден-Вюртемберг). В 1958 году директором Ульмской школы стал Томас Мальдонадо.
В 1961 году на втором конгрессе ИКСИД в Венеции Мальдонадо дал собственное определение дизайна, ставшее впоследствии классическим: «Дизайн — это деятельность, главная цель которой — выявление качества промышленно выпускаемых изделий с точки зрения их формообразования». Томас Мальдонадо является автором антикоммерческой концепции дизайна. Согласно этой концепции, искусство и коммерция несовместимы, а предмет потребления никогда не станет художественным произведением. В статье «Промышленный дизайн и его социальное значение» (1949) Мальдонадо утверждал необходимость создания не только красивой, но и целесообразной, «качественной» формы, что отличает «честное» формообразование от стилизации. Он утверждал, что дизайн — это не искусство, и эстетический фактор является лишь одним из многих, на которые должен ориентироваться дизайнер.
Позиция Мальдонадо относительно целей дизайнерской деятельности вызвала острые дискуссии в профессиональном сообществе, так как он критически рассматривал такие подходы к дизайну как коммерческий, художественный, а также утопически-социалистический. На втором конгрессе ИКСИД в 1961 году в Венеции Мальдонадо выступил с собственным определением:
«Дизайн — это деятельность, главная цель которой — выявление качества промышленно выпускаемых изделий с точки зрения их формообразования. Это не внешние признаки, а главным образом конструктивные и функциональные связи, которые делают их логически: оправданными как для изготовителей, так и для потребителей. Если оформление изделий зачастую является результатом стремления сделать их более привлекательными или скрыть их внутренние недостатки, то их формообразование — результат учёта и согласования всех факторов, участвовавших в процессе их создания (функциональных, культурных, технологических и экономических). Другими словами, оформление имеет характер случайности, а формообразование составляет нечто реальное, соответствующее внутренней организации изделия, одновременно с ним возникающее и развивающееся».
В 1964 году это определение после обсуждения и уточнения было принято на международном семинаре по художественно-конструкторскому образованию в Брюгге (Бельгия). В 1969 году формулировка была принята на шестом конгрессе ICSID в Лондоне.
Дизайнеры Ульмской школы разработали фирменный стиль компании «Люфтганза», многие образцы изделий фирмы «Браун», вагонов Гамбургской надземной железной дороги и многое другое. После закрытия Ульмской школы в 1968 году при Университете Штутгарта (северо-западнее Ульма) организовали «Институт планирования окружающей среды Ульм», с 1973 года — «Институт теоретического планирования». В зданиях бывшей школы располагается фонд и «Центр дизайна Ульмской школы», а также Музей Ульмской школы.
Американский стафф-дизайнер Джордж Нельсон считал, что дизайн в первую очередь, искусство, свободное творчество, средство формирования круга ценностей человека, охватывающих природную и общественную среду, политическую и экономическую систему, а также науку и производство. Он доказывал, что зрительный образ вещи — порождение не утилитарной функции, а определённого типа эстетического восприятия формы и пространства. Его собственные проекты являются замечательными примерами образного и ироничного дизайна.
По ироничному определению Дж. Нельсона «стафф» это «пленный дизайн». Он отличен от «свободного дизайна» принудительной системой «управления». Тем не менее, в середине XX века он занял достойное место в системе экономических отношений и был весьма эффективен. Внутри стафф-дизайна существует множество форм организации дизайнерской деятельности: от отдельного проектировщика или небольших частных бюро до сложных бюрократических корпораций, насчитывающих сотни специалистов. В то же самое время в странах Западной Европы в отличие от США, где главную роль играли руководители крупного бизнеса, роль личности дизайнера всегда имела особенно важное значение.
Немецкий промышленный дизайнер Дитер Рамс, ведущий проектировщик фирмы Braun, представитель минимализма, сформулировал своё кредо: «Меньше дизайна — означает больше дизайна». Фирменный «стиль Браун» был ориентирован на «скромного потребителя», даже на обывателя среднего класса, на потребности которого до этого времени мало обращали внимание крупные промышленные корпорации. В связи с этим В. Л. Глазычев саркастически замечал: старая продукция достаточно полно соответствовала представлениям потребителя о «хорошем», но дизайнеры фирмы «Браун» внесли представление об ином потребителе с иными представлениями о «хорошем» и «красивом». Для этого потребителя и потребовался новый дизайн. «Портрет потребителя последовательно уточняется через портрет вещей для потребителя». Собственно, это и утверждал сам Артур Браун: «Потребитель имеет собственное представление о том, что красиво и что некрасиво. Задача дизайнера заключается не в том, чтобы удовлетворять эти вкусы, а в создании нового образа потребителя с иными представлениями о красоте. Далее дизайнер должен проектировать в расчете именно на этот образ».
Выдающимся представителем финской школы скандинавского дизайна был Алвар Аалто, один из основоположников интернационального стиля.
Многие образцы дизайна мебели по проектам А. Аалто, Э. Сааринена, Дж. Нельсона, Ж. Пруве, супругов Имз выпускает швейцарская фабрика Vitra, основанная в 1950 году в городе Бирсфельден членами семьи Фельбаум. В 1989 году по проекту архитектора Ф. Гери сооружен Музей дизайна «Витра» (Vitra Design Museum) в г. Вайль-на-Рейне (Weil am Rhein), на границе Германии с Францией и Швейцарией. Фирма имеет филиалы и мастерские во многих странах мира.
Рассудочный функционализм скандинавской школы дизайна нашёл оптимальное воплощение в фирменном стиле IKEA. Фирма основана в 1943 году. Первый магазин фирмы «ИКЕА» в Швеции открылся в 1958 году. В 1963 году ИКЕА вышла на европейский рынок. С момента основания компании в ней исповедуется принцип «Сделай сам», а формально стиль мебели фирмы часто рассматривают в русле продолжения традиций Баухауса и Ульмской школы.

## Стайлинг
На основе подобных идей в середине XX века возник символический, аллегорический дизайн, или «стайлинг» (англ. styling  — стилизация). Стайлинг получил наибольшее распространение в коммерческом дизайне стран Западной Европы и США в 1950—1960-х годах. Стимулом появления стайлинга стал экономический кризис в США в 1929—1939 годах. Во время Великой депрессии американские дизайнеры вынуждены были работать непосредственно на производстве в условиях обострившейся конкуренции. Они трудились над созданием облика товаров, способных победить на рынке образцы аналогичной продукции других фирм, которые были отнюдь не хуже в функциональном, конструктивном и экономичном отношениях. При проектировании изделий форму стали определять исходя не из функции и конструктивных особенностей, а методом поверхностной стилизации под образец, диктуемый модой и материальной выгодой. Таким образом, в середине XX в. в коммерческом стайлинге отчасти разрешались задачи воссоединения разобщённых ранее традиционного изобразительного искусства и промышленного проектирования.
Феномен стайлинга впервые продемонстрировал, как на вершине технологии возникает возможность выйти за границы функционально-конструктивной основы изделия. Стайлинг «встроил стильную форму» в систему коммерческих отношений и массовых представлений о качестве жизни, но за это пришлось заплатить высокую цену — размежеванием потребительских и художественных критериев качества товара. Метод стайлинга противоположен функционализму, внешняя форма объекта в этом направлении дизайна относительно независима от функции, конструкции и свойств материала, она может приобретать произвольный характер в зависимости от конъюнктуры рынка и архетипа моды. Это делает товар более привлекательным. Например, автомобиль, стилизованный под скоростной самолёт, легче продать, он более престижен. Отсюда ироничное название течений стайлинга в автомобильном дизайне США на рубеже 1950—1960-х годов: «плавниковый стиль», или «аэростиль».

## Итальянская школа и арт-дизайн
Феноменом исторического развития европейского дизайна является неожиданный подъём итальянской школы в полуразрушенной войной стране, испытывавшей экономический кризис. В 1956 году в Милане архитектор Джо (Джио) Понти основал Ассоциацию промышленного дизайна (итал.  Associazione per il Disegno Industriale: ADI ). В 1928 году — журнал «Домус» (лат. Domus — Дом), один из самых авторитетных ежемесячных журналов по вопросам теории и практики архитектуры и дизайна. Понти стал его главным редактором.
Этторе Соттсасс — живописец, рисовальщик, фотограф, известный в дальнейшем как создатель групп «Алхимия» и «Мемфис», в 1959 году стал консультантом фирмы «Olivetti». После посещения им Нью-Йорка в 1956 году у него возник интерес к поп-арту. В 1976 году в Милане Алессандро Гурьеро основал студийную группу «Алхимия» (Studio Alchimia). Название было призвано выразить насмешку над серьёзным, научным дизайном. В группу входили Этторе Соттсасс, Алессандро Мендини, Андреа Бранци. Они создавали вещи, не предназначенные для промышленного производства. Мендини назвал это направление «re-design» (сокращ. от англ.  research design  — поисковый дизайн). Новые тенденции в развитии послевоенного итальянского дизайна выразились в переходе от «форм полезности» (девиз IX миланского Триеннале 1951 года) к «авангардной волне», поиску новых материалов и подходов к созданию вещей. Возникали группы постмодернистского направления радикального, или антидизайна. Цель творчества представители нового поколения дизайнеров видели в отрицании формальных и стилевых ценностей итальянского модернизма в архитектуре и живописи, стремлении к обновлению культурной роли дизайна.
11 декабря 1980 года несколько дизайнеров во главе с Соттсассом собрались для того, чтобы обсудить необходимость создания нового направления в дизайне. Новую группу назвали «Мемфис» (по заглавию песни Боба Дилана, которую они слушали во время беседы). Случайность названия должна была подчеркнуть свободу ассоциативного творчества. Участники «Мемфиса» черпали вдохновение как из футуристических тем, включая ар деко, так и из искусства древних цивилизаций, примитивного, народного искусства, рисунков детей, кича 1950-х годов. Они откровенно насмехались над претенциозностью «хорошего дизайна». Помимо демонстративного смешения методов и приемов, свойственных постмодернистскому искусству, участники группы использовали игру материалов, фактур, форм и красок. Расцвет студии был недолгим, но он показал пути выхода как из догматизма индустриального дизайна, так и коммерческого стайлинга.
Дизайнеры американской группы «САЙТ» («Место»; англ. SITE: «Sculpture in the Еnvironment»  — Скульптура в окружающей среде), основанной в 1968 году в Нью-Йорке, развивали схожие идеи «неожиданной образности», соединяя произведения скульптуры с дизайном среды в самых неожиданных ситуациях, Лидер группы — Джеймс Вайнс, скульптор по образованию, преподаватель Парсонс-школы дизайна в Нью-Йорке, призывал к радикальному переосмыслению семантики предметного мира, отказу от стереотипов восприятия произведений искусства и «неискусства». Дизайнеры группы создавали необычные проекты зданий, интерьеров, бытовых изделий. Участники активно пропагандировали идеи экодизайна: опубликовали десятки монографий, и журнальных статей, проводили выставки, инсталляции и презентации.

## Дизайн в СССР и России
В Советской России основы дизайна создавали архитекторы-конструктивисты в московском ВХУТЕМАСе (Всесоюзных художественно-технических мастерских). Первыми дизайнерами 1920-х годов называют Александра Родченко и Владимира Татлина — автора проекта Башни III Интернационала. Однако после постановления Политбюро ЦК ВКП(б) «О перестройке литературно-художественных организаций» художественные группы и объединения были распущены, что негативно сказалось и на развитии отечественного дизайна. Только после Великой Отечественной войны в связи с задачами восстановления разрушенного народного хозяйства, оптимизации промышленности и выпуска товаров широкого потребления, правительство обратило внимание на возможности дизайна.
В феврале 1945 года, за три месяца до окончательной победы над фашистской Германией, правительство СССР по предложению специальной комиссии приняло постановление, в котором говорилось, что «в целях подготовки высококвалифицированных кадров для художественной промышленности и восстановления разрушенных войной городов и памятников искусства» воссоздаются Московское высшее художественно-промышленное училище (МВХПУ, бывшее Строгановское училище технического рисования) и Ленинградское высшее художественно-промышленное училище (ЛВХПУ, бывшее Училище технического рисования барона Штиглица).
Инженеры-конструкторы понимали необходимость и возможности технико-эстетического формообразования, прежде всего в области проектирования средств транспорта. В 1946 году было основано Опытно-конструкторское авиационное бюро под руководством О. К. Антонова. Другой авиаконструктор А. А. Туполев вошёл в историю советского дизайна характерной фразой: «Некрасивая машина никогда не будет летать!». В том же 1946 году в СССР была создана первая в послевоенные годы специализированная дизайнерская организация — Архитектурно-художественное бюро (АХБ) при Наркомате среднего машиностроения, руководителем которого был назначен впоследствии известный дизайнер Ю. Б. Соловьёв.
В 1946 году на Горьковском автомобильном заводе была собрана первая партия легковых автомобилей ГАЗ-М-20 «Победа», выдающееся достижение советского дизайна. Новые советские автомобили «Волга» (ГАЗ 21) и «Чайка» (ГАЗ 13) были впервые продемонстрированы на Всемирной выставке 1958 года в Брюсселе, получили «Гран При» и имели большой успех. В 1957 году И. А. Вакс и Л. С. Катонин создали новую модель ленинградского трамвая ЛМ-57 («Ленинградский моторный» вагон 1957 года) обтекаемых «аэродинамических форм».
В 1957 году при Союзе художников СССР в Москве был основан журнал  «Декоративное искусство СССР» («ДИ СССР») . В его компетенцию входило обсуждение вопросов истории, теории и практики народного, декоративно-прикладного, монументально-декоративного, оформительского искусства и дизайна. Главным редактором журнала стал художник-оформитель, живописец и декоратор М. Ф. Ладур. Одним из инициаторов создания и заместителем главного редактора журнала, фактически его руководителем, был философ и теоретик искусства К. М. Кантор.
В 1958 году на заводе «Красное Сормово» в г. Горький в Центральном конструкторском бюро по судам на подводных крыльях была сформирована группа художественного конструирования. В неё вошли выпускники ЛВХПУ им. В. И. Мухиной под руководством О. В. Фролова. За несколько лет группа дизайнеров выполнила проекты судов серии «Ракета» (главный конструктор Р. Е. Алексеев). В дальнейшем начался серийный выпуск пассажирских судов на подводных крыльях «Метеор» (1961), «Комета» (1961). Их необычные аэродинамические формы привлекли всеобщее внимание.
В 1962 году было опубликовано постановление Совета Министров СССР «Об улучшении качества продукции машиностроения и товаров культурно-бытового назначения путем внедрения методов художественного конструирования». Основным разработчиком постановления был Ю. Б. Соловьёв Ю. Б. Термин «художественное конструирование» был придуман инициатором экономических реформ А. Н. Косыгиным дабы избежать мало подходящего по идеологическим причинам «буржуазного слова» дизайн. Новое определение было неудачным: конструирование не может быть художественным (правильно: художественное проектирование), поэтому со временем стало доминировать: «промышленное искусство». Слово «дизайн» использовали неофициально, среди профессионалов, но и оно вызывало споры, как правильно писать: «дизайн» или «дезайн».
В том же 1962 году постановлением правительства при Комитете Совета Министров СССР по науке и технике был создан Всесоюзный научно-исследовательский институт технической эстетики (ВНИИТЭ). Он разместился на территории ВДНХ (Всесоюзной выставки достижений народного хозяйства). ВНИИТЭ имел собственное издательство, архив, библиотеку. Регулярно проводились научные конференции. Филиалы были созданы в Ленинграде, Киеве, Вильнюсе, Минске и других городах. Были созданы отраслевые СХКБ (Специальные художественно-конструкторские бюро), а также проектные бюро и лаборатории на промышленных предприятиях. Первым директором московского ВНИИТЭ в 1962—1987 годах был Ю. Б. Соловьев. В Ленинграде филиал ВНИИТЭ располагался в здании Михайловского замка. В 1965—1967 годах лабораторию теории технической эстетики ВНИИТЭ возглавлял К. М. Кантор.
Институту предписывалось «обеспечить систематическое изучение иностранного опыта в области дизайна». Министерству высшего и среднего специального образования совместно с другими ведомствами — «пересмотреть систему подготовки кадров с целью обеспечения выпуска квалифицированных художников-специалистов для промышленности», а также создать при МВХПУ и ЛВХПУ «вечерние отделения для подготовки художников-конструкторов из числа дипломированных инженеров и художников». С 1992 года институт действует под названием Всероссийский научно-исследовательский институт технической эстетики. В 1968 году в Москве организован Научный Совет по проблемам технической эстетики. Наряду с инженерами и технологами в промышленности важную роль стали играть художники-конструкторы, первые выпускники московского и ленинградского училищ. На предприятиях предписывалось «установить порядок, по которому при проектировании промышленной продукции одновременно с утверждением главного конструктора проекта утверждается заместитель главного конструктора проекта по художественному конструированию».
В СССР вопросами эстетического уровня изделий (внешнего вида, удобства работы и др.) занимался Всесоюзный научно-исследовательский институт технической эстетики (ВНИИТЭ), оценка и экспертиза этих качеств товаров являлась необходимым условием для присвоения Государственного знака качества СССР
В 1965 году состоялась Первая всесоюзная выставка и конференция по художественному конструированию. Лучшие экспонаты выставки были впервые отмечены комплектами медалей ВДНХ СССР. Осенью 1968 года в Варшаве с успехом прошла выставка «Художественное конструирование в СССР». В 1964—1992 годах в Москве выходил ежемесячный специализированный бюллетень, а затем журнал  «Техническая эстетика» . Его создавали сотрудники ВНИИТЭ по образцам зарубежных журналов «Design», «Industrial Design», «Domus», «Form», «Form und Zweck», «Projekt».
Важным центром формирования эстетической теории дизайн-проектирования стала  Сенежская студия художественного проектирования  — учебно-экспериментальная студия Союза художников, созданная в 1964 году в подмосковном Доме Творчества «Сенеж» под руководством Е. А. Розенблюма и К. М. Кантора.
Архитектор Ю . С. Сомов был одним из основателей в 1987 году Союза дизайнеров СССР, он является автором двадцати книг и многих статей по вопросам теории архитектуры и дизайна, среди которых книги «Художественное конструирование промышленных изделий» (1967) и «Композиция в технике» (1972).
Однако действительность складывалась не вполне неблагополучно. Реального потребителя дизайна в Советском Союзе не было. Сотрудник ВНИИТЭ и дизайнер-практик Д. А. Азрикан вспоминал: «Обыватель, а для нас этим обывателем-производителем-потребителем выступал, как правило, главный инженер какого-нибудь завода или чиновник министерства, воспринимал дизайн как досадную помеху, навязанное сверху никому не нужное украшательство… При полном отсутствии рынка промышленность как-то работала. Вместо рынка был план. Но считать, что путем выкручивания рук заводу можно создать красивое изделие было конечно верхом наивности… Тем не менее, во ВНИИТЭ и филиалах были созданы мощные отделы экспертизы, нагоняющие страх на окрестные заводы и фабрики. Принудительный дизайн… Но было кое-что общее. Я думаю, не всеми даже осознаваемое. Этим общим был, как оказалось мощнейший протестный потенциал дизайна. Независимо от взглядов того или иного конкретного дизайнера его работа объективно была направлена на обнажение античеловеческой природы системы. Планшеты и макеты дизайнеров совершенно отчетливо говорили: смотрите, как оказывается можно сделать! А вы что производите!».
Первую докторскую диссертацию о дизайне под названием «Дизайн как технико-эстетическая система» в 1984 году защитил в Московском ВНИИТЭ Е. Н. Лазарев. Впервые в отечественной эстетике была создана целостная морфологическая и теоретико-методическая концепция дизайн-деятельности. В 1974 году Лазарев организовал на факультете промышленного искусства ЛВХПУ им. В. И. Мухиной «Экспериментальный учебный курс», а в 1986 году была создана кафедра программного дизайна. Е. Н. Лазарев, в отличие от сотрудников Сенежской студии, определял дизайн не как художественную, а исключительно как «технико-эстетическую систему». Основная цель профессиональной деятельности дизайнера — «гармоничное структурирование объекта» или, более сложно, гармоничное структурирование предметного и процессуального аспектов систем «человек— предмет — среда». Согласно концепции Е. Н. Лазарева, поскольку «как в реальной практике, так и в теоретических изысканиях дизайн всегда выступает как метод перевода идеальных заданий в материальные установки», то «дизайн — не какой-либо самостоятельный вид деятельности, а этап, причем достаточно универсальный, всякой деятельности».
Среди отечественных историков и теоретиков дизайна наиболее известны В. Р. Аронов, Н. В. Воронов, О. В. Генисаретский, В. Л. Глазычев, Л. А. Жадова, А. В. Иконников, К. М. Кантор, Е. Н. Лазарев, В. Ю. Медведев, Г. Б. Минервин, В. О. Родин, Е. А. Розенблюм, В. Ф. Сидоренко. Актуальную информацию о достижениях и новациях мирового дизайна привносила из зарубежных поездок Л. А. Жадова. Историк дизайна, изобразительного и декоративного искусства, она в 1963—1966 годах состояла сотрудницей ВНИИТЭ и внесла значительный вклад в становление Института как центра историко-теоретических исследований. Л. А. Жадова являлась членом редколлегии журнала «Техническая эстетика». С 1968 года была сотрудницей Сенежской студии.

## Постмодернистские разновидности дизайна
В конце XX века в русле теории и практики дизайна постиндустриального общества и «экологического» проектирования наметились два основных проектных подхода. Первый подразумевает, что весь предметный мир проектируется дизайнером заново, единовременно и целостно, в строгой соподчинененности элементов (средовой и системный дизайн). Такой идеализированный подход получил название «сильной проектности». Она оправдана, когда проектировщикам приходится иметь дело с единовременно создаваемыми сложными мегаобъектами — городами, районами, транспортными и коммуникационными системами.
Согласно концепции Е. Н. Лазарева, дизайн представляет собой не какой-либо самостоятельный вид деятельности, а этап, причем достаточно универсальный, всякой деятельности. Изначально возникнув в качестве инженерного проектирования, дизайн всё активнее ассимилирует необходимые для своего существования методы и средства других видов человеческой деятельности.
Пути развития системного дизайна могут привести к поглощению им других разновидностей проектирования либо к растворению его в едином проектном методе. Отсюда понятие программного дизайна.
В итоге на страницах журнала «Техническая эстетика» и сборников трудов ВНИИТЭ возникла полемика. Д. А. Азрикан решительно разделил «два разных дизайна: штучный и системный». Они представляют, по его утверждению, «два различных рода деятельности и две профессии, две методики, профессиональные идеологии, два разных отношения к предметному миру, к человеку, его прошлому и будущему». В трансформации дизайна в «междисциплинарную деятельность по созданию гармоничных предметно-пространственных структур» Азрикан видел будущее отечественного и мирового дизайна.
«Мухинцы» решительно заявили о неправомерности противопоставления художественного проектирования единичных изделий и дизайна систем. Они видели разграничение двух типов дизайна не в различии объектов проектирования, а в «наличии или отсутствии системного подхода к проектированию». Попытки компромисса привели к появлению обобщающего определения:  «предметное творчество» . По замыслу его сторонников такое определение должно объединять традиционные художественные ремёсла, различные виды декоративно-прикладного искусства и промышленный дизайн, что позволит снять многие противоречия.
Американский «стайлинг» 1950-х годов и радикальный, или антидизайн 1980—1990-х годов итальянской группы «Мемфис», продемонстрировали кризис традиционного промышленного дизайна.
Новое функциональное проектирование конца XX века было ориентировано не на воспроизводство вещей, а на моделирование процессов жизнедеятельности и вычленение из них функций, которые посредством конструирования могут быть «предметно оформлены». Но как только и эта стадия была технически исчерпана, сложилась иная потребность — культурной ориентации проектирования, поскольку назревал конфликт общественных потребностей и качества (в широком смысле слова) промышленной продукции. На новом этапе развития художественной культуры по-новому проявляется проблема соотношения художественности и проектности, «сквозная для всей истории самоопределения дизайна — его методов, школ, направлений, стилей. Если дизайн в своих лучших, выдающихся достижениях являет миру образ проектной культуры, то внутри дизайна первообразом проектности выступает художественность, через неё дизайн входит в мир художественной культуры и в сферу творчества, для которой не существенны границы между искусством и проектированием».
Проектировщики стали обращаться не к вещи, а к человеку. Дизайн превращался в метод прогнозирования и системного моделирования пространственно-временно́й среды. Так конце XX века возникло новое направление —  «проективный, или тотальный, дизайн» . В этом направлении дизайнер создает не вещь, не её рациональную конструкцию и даже не ситуацию, а лишь «образ рациональности», желаемое, а не действительное. Но именно такой образ становится знаком, способствует сбыту продукции (не за её действительные, а за мнимые преимущества).
Новое гуманитарное направление преодолевает кризис функционального дизайна, в этом направлении создаются проекты, показывающие какими должны быть вещи и каким должен быть человек, потребляющий эти вещи. Ещё в середине 1960-х годов американский социолог Д. Белл выдвинул концепцию постиндустриального (информационного) общества. Соответственно меняется направление дизайн-деятельности. Она будет принципиально синтезирующей, но, одновременно, антипафосной, по определению В. Л. Глазычева, «переведенной на язык человеческих ценностей». Дизайн перестанет обслуживать "интересы банковского капитала и промышленных корпораций, он повернётся к обычному человеку, его привычкам и личным вкусам.
Постмодернистская концепция системного дизайна, разработок концептуальных дизайн-программ, получила название «жизнесохраняющее развитие» (англ.  sustainable development ). Главным критерием внутренней оценки работ дизайнеров является то, что дизайн-продукт должен успешно внедриться в любую точку земного шара, в любую местность, в любой социокультурный ландшафт и быть целостно воспринимаемым эстетически и технически.
Возникнув в сфере промышленного производства, дизайн закономерно вышел за его границы. Это так называемый нон-дизайн — вербальная, текстовая, словесно-логическая форма проектирования. В отличие от других видов дизайна его продуктом являются не проектно-графические или макетно-модельные результаты разработок, а тексты, видео-презентации, содержащие, например, сценарии, нормы, правила, программы, отражающие определённые стратегии деятельности и позволяющие наиболее эффективными методами добиваться желаемых результатов. Это направление максимально сближает дизайн с традиционными видами художественного творчества, которые до начала XX столетия решали именно такие гуманитарные задачи. Технический прогресс как бы взламывает застывающие художественные каноны. По мнению Л. Мамфорда «современная техника постоянно обновляет источник эстетических идей и тем самым противостоит дегуманизации мира».